# Henning Carlsen
Henning Carlsen  (Ålborg, 4 de julho de 1927 — Copenhague, 30 de maio de 2014) foi um realizador de cinema dinamarquês. Foi assistente de Th. Christensen durante a década de 1950, tendo participado na produção de documentários e filmes publicitários.
Em 1962, realizou, de forma clandestina, na África do Sul (então país do apartheid), a longa-metragem Dilema, baseada num romance de Nadine Gordimer (escritora desse país de raça negra).
Realizou ainda os filmes Kattorna (1965) e Sult (A fome) em 1966 que o tornou conhecido além-fronteiras e fez com que o seu protagonista obtivesse o prémio de interpretação no Festival de Cannes.
Sua obra cinematográfica é considerada pelos críticos de uma beleza plástica que faz realçar os heróis das suas películas, que surgem no meio do anonimato da vida quotidiana.